# 米茲拉納
36°50′42″N 4°05′46″E / 36.8451°N 4.0962°E

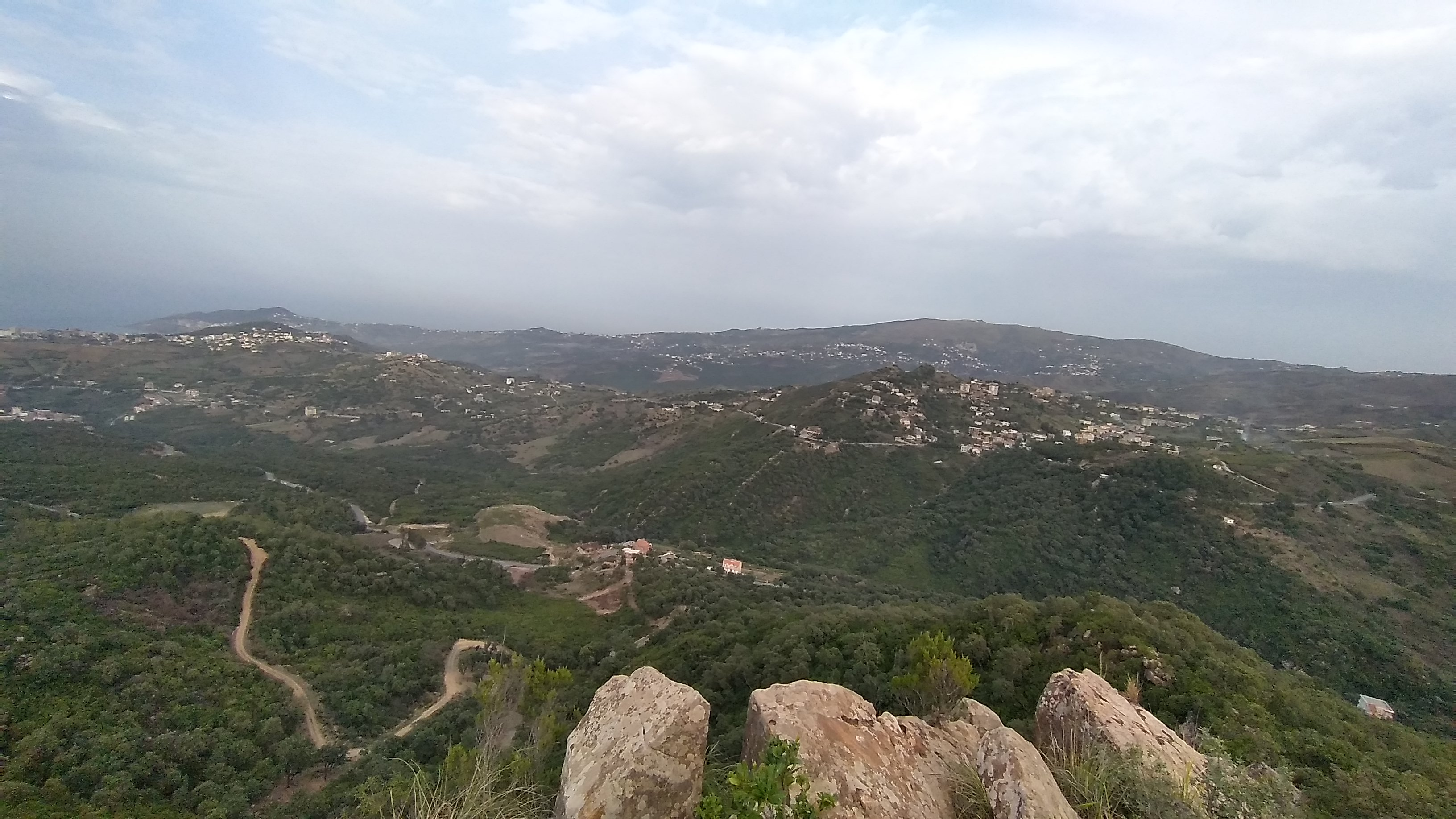
米茲拉納

米茲拉納（阿拉伯语：‎），是阿爾及利亞的城鎮，位於該國北部提濟烏祖省，由提格濟爾特區負責管轄，面積58平方公里，2008年人口9,469，人口密度每平方公里164人。